# Doloria acorensis
Doloria acorensis is een mosselkreeftjessoort uit de familie van de Cypridinidae. De wetenschappelijke naam van de soort is voor het eerst geldig gepubliceerd in 1949 door Granata & Caporiacco.